# 姫田真佐久
姫田 真佐久（ひめだ しんさく、1916年11月19日 - 1997年7月29日）は、日本の撮影監督である。兵庫県加古川市出身。

## 来歴
帝国美術学校を中退し、1937年4月日活多摩川撮影所（後の大映東京撮影所）に撮影助手として入社。同期には的場徹がいる。渡辺五郎の下で特撮カメラマンを経て、本編班に移り撮影監督デビュー。退社後は主に日活で活動した。今村昌平や神代辰巳との仕事で知られている。「戦後の日本映画を代表する撮影監督の一人」とされている。　日本アカデミー賞を3度受賞した他、1970年には『トラ・トラ・トラ!』でアカデミー賞撮影賞にノミネートされた。

## フィルモグラフィー

### 撮影
- 母紅梅（1949年）
- 壮烈神風特攻隊（1954年）
- 警察日記（1955年）
- 続警察日記（1955年）
- 神阪四郎の犯罪 （1956年）
- 美しい庵主さん（1958年）
- 星は何でも知っている（1958年）
- 赤い波止場（1958年）
- 牛乳屋フランキー（1958年）
- その壁を砕け（1959年）
- 海から来た流れ者（1959年）
- ゆがんだ月（1959年）
- にあんちゃん（1959年）
- 鉄火場の風（1960年）
- 邪魔者は消せ （1960年）
- 霧笛が俺を呼んでいる（1960年）
- 俺の血が騒ぐ（1961年）
- 豚と軍艦（1961年）
- 紅の拳銃（1961年）
- 太陽、海を染めるとき（1961年）
- キューポラのある街（1962年）
- にっぽん昆虫記（1963年）
- アカシアの雨がやむとき（1963年）
- 赤い殺意（1964年）
- 明日は咲こう花咲こう（1965年）
- 日本列島（1965年）
- エロ事師たちより 人類学入門（1966年）
- 私は泣かない（1966年、日活）
- 愛と死の記録（1966年）
- 波止場の鷹 (1967年)
- 東シナ海 (1968年)
- 野獣を消せ (1969年)
- 戦争と人間 第一部 運命の序曲（1970年）
- トラ・トラ・トラ! Tora! Tora! Tora!（1970年）
- 戦争と人間 第二部 愛と悲しみの山河（1970年）
- いちどは行きたい女風呂（1970年）
- 濡れた唇（1972年）
- 白い指の戯れ（1972年）
- 真夏の夜の情事（1972年）
- 官能地帯 哀しみの女街（1972年）
- 一条さゆり 濡れた欲情（1972年）
- 官能教室 愛のテクニック（1972年）
- OL日記 牝猫の情事（1972年）
- 哀愁のサーキット（1972年）
- 恋人たちは濡れた（1973年）
- 戦争と人間 第三部 完結篇（1973年）
- 四畳半襖の裏張り（1973年）
- 濡れた欲情 特出し21人（1974年）
- 四畳半襖の裏張り しのび肌（1974年）
- 鍵（1974年）
- 青春の蹉跌（1974年）
- 赤線玉の井 ぬけられます（1974年）
- 宵待草（1974年）
- 東京エマニエル夫人（1975年）
- 櫛の火（1975年）
- アフリカの光（1975年）
- 黒薔薇昇天（1975年）
- パリの哀愁（1976年）
- 女教師童貞狩り（1976年）
- 「妻たちの午後」より 官能の檻（1976年）
- 性処女 ひと夏の経験（1976年）
- 悶絶!!どんでん返し（1977年）
- 壇の浦夜枕合戦記（1977年）
- 人間の証明（1977年）
- 16歳 妖精の部屋（1977年）
- 順子わななく（1978年）
- 野性の証明（1978年）
- 復讐するは我にあり （1979年）
- 天平の甍（1980年）
- 少女娼婦 けものみち（1980年）
- ええじゃないか（1981年）
- 誘拐報道（1982年）
- 飛鳥へ そしてまだ見ぬ子へ（1982年）
- 嵐を呼ぶ男（1983年）
- ルージュ（1984年）
- ハチ公物語（1987年）
- あぶない刑事（1987年）
- 螢川（1987年）
- ふたりだけのアイランド（1991年）

### 出演
- 人間の証明（1977年） - おでん屋の板前 役
- 金田一耕助の冒険（1979年） - フォトスタジオのスタッフ 役
- 四季・奈津子（1980年） - 映画製作のスタッフ 役

## 著書
- 姫田真左久のパン棒人生（1998年、ダゲレオ出版）ISBN 4-924984-00-0